# Holoplatys bramptonensis
Holoplatys bramptonensis là một loài nhện trong họ Salticidae. Loài này được phát hiện ở Queensland.